# 布利斯-萊維特Mk 3型魚雷
布利斯-萊維特Mk 3型魚雷（英語：Bliss-Leavitt Mark 3 torpedo)是美國海軍在1906年採用的反水面戰艦布利斯-莱维特鱼雷。

## 特點
布利斯-萊維特Mk 3型魚雷與Mk 2型魚雷（英語：Bliss-Leavitt Mark 2 torpedo)非常相似。主要的差別是在於Mk 3型魚雷有長達4000碼的射程。生產了約200枚Mk 3型魚雷供美國海軍使用。Mk 3型魚雷可從軍艦、魚雷艇、巡洋艦上發射。